# Edgar Longuet
Edgar Marcel Longuet (* 18. August 1879 in Ramsgate, England; † 12. Dezember 1950 in Alfortville, Frankreich) war ein französischer Arzt und Sozialist.

## Leben
Longuet war ein Sohn von Charles Longuet und Jenny Caroline Marx, der Tochter von Karl Marx. Sein Spitzname lautete auf Grund seiner Essgier Wolf.
Er war in der französischen Arbeiterbewegung aktiv und trat 1905 der Sozialistischen Partei bei. Er verließ diese 1937 und wurde im folgenden Jahr Mitglied der PCF. Politisch war er ein überzeugter Stalinist und bewunderte die Sowjetunion. Im Jahre 1948 schenkte Longuet dem Institut für Marxismus-Leninismus beim ZK der KPdSU in Moskau eine Daguerreotypie, auf der sein Großvater Karl Marx, dessen Töchter Jenny (Longuets Mutter), Jenny Julia Eleanor Marx, Jenny Laura Marx und sein Freund Friedrich Engels zu sehen sind. Im gleichen Jahr nahm er in der Sowjetunion und in der Volksrepublik Polen an den Feierlichkeiten zum 100-jährigen Jubiläum des Kommunistischen Manifests teil, das von seinem Großvater Karl Marx und Friedrich Engels verfasst wurde.
Longuet war als Arzt tätig.
Edgar Longuet war der Vater des Malers Frédéric Longuet und des Politikers Paul Longuet.

## Werke
- Einige Seiten des Familienlebens von Karl Marx. In: Mohr und General. Erinnerungen an Marx und Engels. Dietz Verlag, Berlin 1964, S. 359–374